# Deiparae Virginis Mariae
Deiparae Virginis Mariae es una carta encíclica del papa Pío XII, publicada el 1 de mayo de 1946, y dirigida a los obispos católicos para consultar la posibilidad de definir la Asunción de María como un dogma de fe.
Durante un largo tiempo, se habían recibido numerosas peticiones de cardenales, patriarcas, arzobispos, obispos, sacerdotes, religiosos de ambos sexos, asociaciones, universidades e innumerables particulares, todos pidiendo que la Asunción corporal al cielo de la Santísima Virgen fuera definido y proclamado como dogma de fe. Esto también fue fervientemente solicitado por casi 200 padres en el Concilio Vaticano I (1869-1870).
Siguiendo el ejemplo del Papa Pío IX, quien con su encíclica Ubi Primum consultó con los obispos católicos antes de la proclamación del dogma de la Inmaculada Concepción, Pío XII pide a todos los obispos por su opinión.

Sinceramente os ruego que Nos informéis acerca de la devoción de vuestro clero y pueblo (teniendo en cuenta su fe y la piedad) hacia la Asunción de la Santísima Virgen María. Más especialmente Queremos saber si vosotros, venerables hermanos, con vuestro aprendizaje y prudencia, tomando en cuenta que la Asunción corporal de la Inmaculada Virgen María puede ser propuesta y definida como un dogma de fe, y si, además de sus propios deseos este es deseado por el clero y el pueblo.
Pío XII

Los obispos dieron una respuesta afirmativa casi unánime a ambas preguntas.